# Lawrence W. Sherman

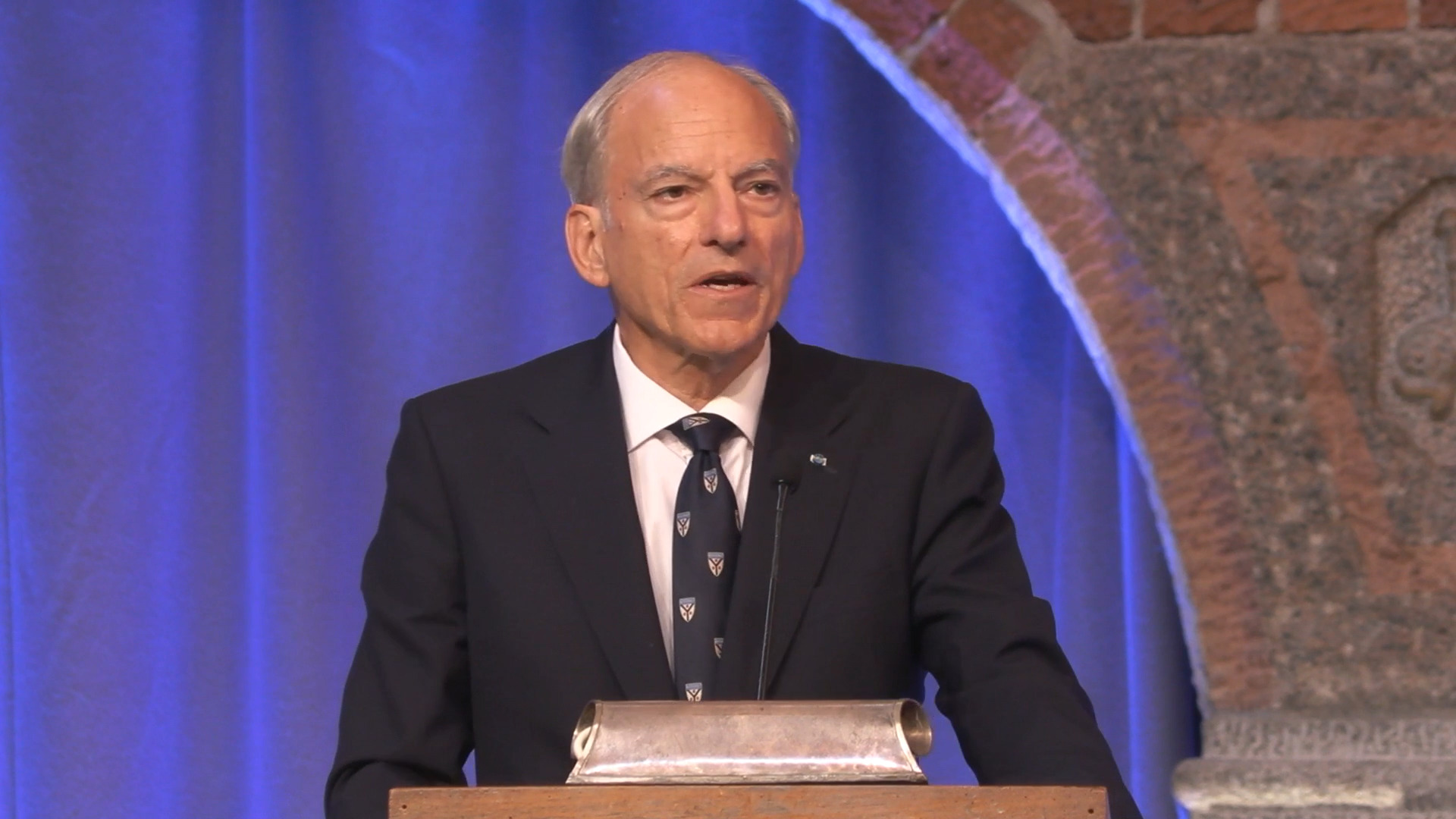
Lawrence Sherman (2023)

Lawrence W. Sherman (* 1949) ist ein US-amerikanischer Kriminologe. Er ist Professor an der University of Maryland, College Park und zugleich Professor an der britischen University of Cambridge. und amtierte 2002 als Präsident der American Society of Criminology (ASC). Von 2000 bis 2005 war er Präsident der International Society of Criminology (ISC). Von 2001 bis 2005 übernahm er die Präsidentschaft der American Academy of Political and Social Science.
1993 formulierte Sherman die kriminologische Trotztheorie.
2011 erhielt Sherman die Benjamin-Franklin-Medaille der Royal Society of Arts.
2017 wurde Sherman die Wilbur Cross Medal seiner Alma Mater verliehen.